# Little Missenden
Little Missenden – wieś w Anglii, w hrabstwie Buckinghamshire, w dystrykcie (unitary authority) Buckinghamshire. Leży 43 km na północny zachód od centrum Londynu. W 2001 miejscowość liczyła 6510 mieszkańców.